# 714 (numero)
Settecentoquattordici (714) è il numero naturale dopo il 713 e prima del 715.

## Proprietà matematiche
- È un numero pari.
- È un numero composto da 16 divisori: 1, 2, 3, 6, 7, 14, 17, 21, 34, 42, 51, 102, 119, 238, 357, 714.  Poiché la somma dei suoi divisori (escluso il numero stesso) è 1014 > 714, è un numero abbondante.
- È un numero tetraprimo, ovvero è il prodotto di 4 numeri primi distinti.
- È un numero semiperfetto in quanto pari alla somma di alcuni (o tutti) i suoi divisori.
- È un numero intoccabile.
- È un numero palindromo nel sistema di numerazione posizionale a base 23 (181) e in quello a base 33 (LL). In quest'ultima base è altresì un numero a cifra ripetuta.
- È parte delle terne pitagoriche (336, 630, 714), (680, 714, 986), (714, 720, 1014), (714, 952, 1190), (714, 1960, 2086), (714, 2448, 2550), (714, 2552, 2650), (714, 6048, 6090), (714, 7480, 7514), (714, 14152, 14170), (714, 18200, 18214), (714, 42480, 42486), (714, 127448, 127450).
- È un numero nontotiente (per cui la equazione φ(x) = n non ha soluzione).
- È un numero colombiano nel sistema numerico decimale.

## Astronomia
- 714 Ulula è un asteroide della fascia principale del sistema solare.
- NGC 714 è una galassia lenticolare della costellazione di Andromeda.

## Astronautica
- Cosmos 714 è un satellite artificiale russo.